# Hideki Yukawa
Hideki Yukawa (în japoneză 湯川 秀樹; n. 23 ianuarie 1907, Azabu⁠(d), Tōkyō, Japonia – d. 8 septembrie 1981, Kyoto, Japonia) a fost un fizician japonez, laureat al Premiului Nobel pentru Fizică. A fost renumit pentru descoperirea mezonului.

## Operă științifică
În timpul celui de-al Doilea Război Mondial a participat la programul nuclear japonez care urmărea obținerea bombei atomice.